# Савино (Самотовинский сельсовет)
Савино — деревня в Великоустюгском районе Вологодской области.
Входит в состав Самотовинского сельского поселения, с точки зрения административно-территориального деления — в Самотовинский сельсовет. До 2001 года входила в Луженгский сельсовет.
Расстояние до районного центра Великого Устюга по автодороге — 32 км, до центра муниципального образования Новатора по прямой — 17 км. Ближайшие населённые пункты — Степаница, Прислон, Климово.
По данным переписи в 2002 году постоянного населения не было.